# الشباب المنتصر
في عام 1972، تم اكتشاف تمثال الشاب المنتصر، أو تمثال غيتي البرونزي، ويعرفه الإيطاليون باسم «رياضي فانو» Atleta di Fano، واشتراه متحف غيتي. تم انتشال التمثال من البحر وإعادة ترميمه، حيث يُعتقد أنه كان على متن سفينة غارقة. يعتقد الباحثون أنه كان تحت الماء لعدة قرون بسبب كمية التآكل والقشرة السميكة التي غطت التمثال عندما تم العثور عليه. أمكن إزالة التآكل عن طريق تنظيف الأسطح ميكانيكياً بمشرط.
ويعتقد البعض أن التمثال من عمل لسبوس، أو أنه نسخة على الأقل، لأن التفاصيل تتسق مع أسلوب عمله. وصفت المصادر القديمة عمل لسبوس أنها طبيعية مع بنية نحيلة وطويلة، وغالبا ما تكون ملامح الوجه مبالغ فيها. أولئك الذين تم تصويرهم في أعمال لسبوس لديهم رؤوس أصغر من الذين نحتهم معلمه بوليكوليتوس لأنه استخدم مقياسًا من واحد إلى ثمانية للرأس وإجمالي طول الجسم.